# Assinowskaja
Assinowskaja (russisch Ассиновская; inoffiziell tschetschenisch Эха-Борзе) ist eine Staniza in der Republik Tschetschenien in Russland mit 10.184 Einwohnern (Stand 14. Oktober 2010).

## Geographie
Der Ort liegt am Nordrand des Großen Kaukasus gut 40 km Luftlinie westsüdwestlich der Republikhauptstadt Grosny am linken Ufer des Sunscha-Nebenflusses Assa, etwa 4 km von der Grenze zur Republik Inguschetien.
Assinowskaja gehört zum Rajon Sunschenski und befindet sich knapp 10 km südlich von dessen Verwaltungszentrum Sernowodskoje. Die Staniza ist Sitz und einzige Ortschaft der Landgemeinde Assinowskoje selskoje posselenije.

## Geschichte
Der Ort wurde im Kaukasuskrieg von 1817 bis 1864 an Stelle des alten tschetschenischen, im Krieg zerstörten Dorfes Echa-Borse von russischen Terekkosaken als Staniza gegründet. Nach dem Fluss trug sie zunächst den Namen Assinskaja, später bürgerte sich die heutige Form ein. Assinowskaja war bis Ende der 1980er-Jahre mehrheitlich von Russen bewohnt; ihr Bevölkerungsanteil lag 1939 bei 91 %, im Jahr 1979 noch bei rund 80 %. Mit dem Beginn der Tschetschenienkriege verließen fast alle russischen Bewohner die Ortschaft, während Tausende Tschetschenen sich dort niederließen. Gegenüber den wenigen verbliebenen Russen kam es immer wieder zu Ausschreitungen. Die russische Kirche des Orts wurde mehrfach geplündert und angegriffen, insgesamt drei orthodoxe Priester wurden zwischen 1992 und 1999 in Assinowskaja getötet.

### Bevölkerungsentwicklung
| Jahr | Einwohner |
| ---- | --------- |
| 1939 | 6.004     |
| 1959 | 7.314     |
| 1970 | 7.492     |
| 1979 | 7.020     |
| 2002 | 10.248    |
| 2010 | 10.184    |

Anmerkung: Volkszählungsdaten

## Verkehr
Assinowskaja liegt an der Regionalstraße, die am nordöstlichen Ortsrand von der föderalen Fernstraße R217 Kawkas (ehemals M29) abzweigt, die von Pawlowskaja in der Region Krasnodar entlang dem Kaukasusnordrand zur aserbaidschanischen Grenze verläuft, und weiter parallel zu dieser durch die näher zum Gebirgsrand liegenden Rajonzentren Atschchoi-Martan und Urus-Martan nach Staryje Atagi südlich von Grosny führt.